# سیاه‌گاو
سیاه گاو، روستایی از توابع بخش سراب‌باغ شهرستان آبدانان در استان ایلام ایران است.

## جمعیت
این روستا در دهستان سراب باغ قرار دارد و براساس سرشماری مرکز آمار ایران
در سال 1395 ، جمعیت آن125 نفر (۲۲خانوار) بوده‌است.   
مردم این روستا از ایل زنگنه می باشند که به زبان کردی با گویش کلهری سخن می گویند . 

## دریاچه دوقلو سیاه گاو
- سیاه گاو، دریاچه‌ای است دوقلو، آبی کبود و آرام در میان کبیر کوه ایلام. وجه تسمیه این دریاچه به نزدیک‌ترین روستای اطراف آن یعنی روستای سیاه گاو بازمی‌گردد.[۲]

دو دریاچه زیبا به وسیله کانالی طبیعی به عرض ۸متر و عمق ۴متر به طول ۷۰متر به هم مرتبط هستند. این دو دریاچه دارای آبی زلال هستند به طوری که می‌توان تا عمق ۳۰متری آن را که شبیه آکواریوم پر از ماهی است، مشاهده کرد. مقدار املاح موجود در دریاچه دوقلوی سیاه گاو مختلف متغیر است لذا دریاچه‌ها از نظر ترکیب شیمیایی به دریاچه‌های آب شیرین،  آب شور و تلخ مزه تقسیم می‌شوند.